# Enguerrand de Bournonville
Vous lisez un « bon article » labellisé en 2022.
Pour les articles homonymes, voir Bournonville (homonymie).
Pour les autres membres de la famille, voir Maison de Bournonville.
Enguerrand de Bournonville, né vers 1368 et mort exécuté le 26 mai 1414 à Soissons, est un chef de guerre au service du duc de Bourgogne Jean sans Peur pendant la guerre de Cent Ans, plus précisément pendant la guerre civile entre Armagnacs et Bourguignons. Il est issu d'un lignage noble de seigneurs du Boulonnais qui a donné plusieurs capitaines, la famille de Bournonville. Il possède plusieurs petites seigneuries mais est un cadet, son frère aîné étant Aleaume de Bournonville.
Entré au service des ducs de Bourgogne Philippe le Hardi puis Jean sans Peur comme simple écuyer d'écurie, Enguerrand de Bournonville combat en Italie, à Pise et à Gênes, dans le pays de Liège — il participe de façon décisive à la bataille d'Othée — mais aussi en Île-de-France, dans le Berry et en Picardie. Il s'affirme progressivement comme un chef militaire de premier plan, souvent à la tête de plus d'une centaine d'hommes, dont plusieurs de sa famille, comme son cousin Lyonnel de Bournonville.
Jean sans Peur récompense Enguerrand de Bournonville par de fréquentes gratifications financières, qui, ajoutées au butin de diverses opérations de guerre, l'enrichissent considérablement.
Il est capitaine de Soissons pour le duc de Bourgogne lors du siège de cette ville par l'armée du roi Charles VI, pendant lequel un carreau d'arbalète tue le bâtard de Bourbon. La ville est prise, Enguerrand de Bournonville est trahi par Simon de Craon et meurt exécuté par ordre du roi.
Un chroniqueur le qualifie alors de « fleur de tous les capitaines de France ». Le camp bourguignon conserve ensuite sa mémoire. Au XIXe siècle, on croit retrouver son tombeau dans l'église de Marle et on le reconstruit, mais cette tombe était plutôt celle de son fils Antoine de Bournonville.

## Biographie

### Un lignage de seigneurs du Boulonnais

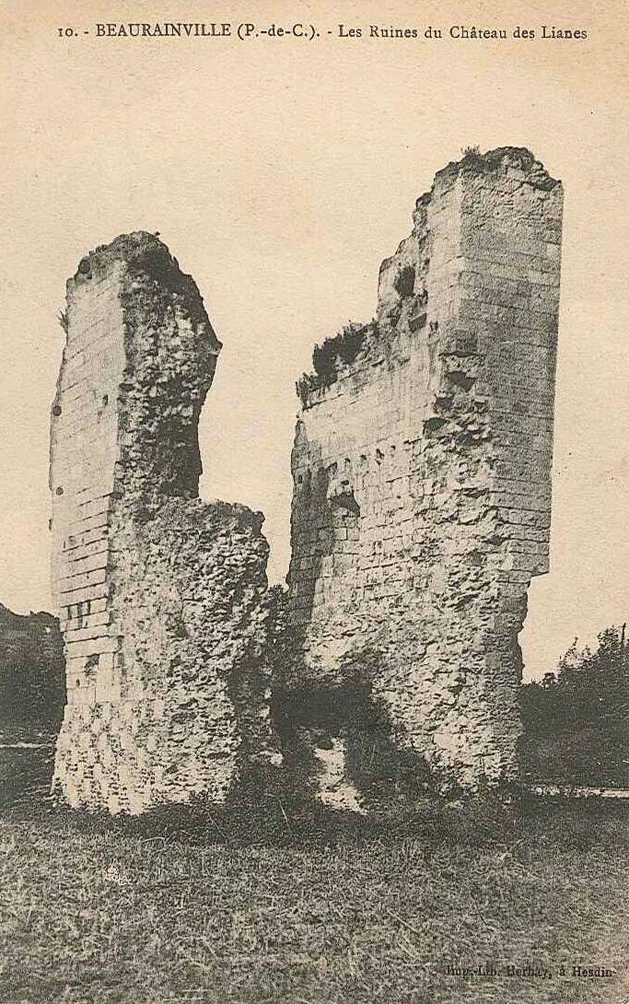
Ruines du château de Lianne, Beaurainville. Carte postale ancienne.

Enguerrand de Bournonville est issu de la famille de Bournonville, lignage noble de seigneurs implantés dans le Boulonnais et qui y possède de nombreuses seigneuries.
Il est le troisième fils de Robert Ier de Bournonville (mort vers 1369) et de Jeanne de Cramailles (morte entre 1369 et 1373), fille de Jean seigneur de Cramailles. Son frère aîné est Aleaume de Bournonville (1360-1415) et son cousin germain est Lyonnel de Bournonville (vers 1390-1429). Par leur grand-mère Mahaut de Fiennes, ils sont tous trois les petits-neveux du connétable de France Robert de Fiennes.
Fils cadet, Enguerrand n'hérite pas de la seigneurie de Bournonville, réservée à son frère Aleaume, mais reçoit la seigneurie de Lianne, pour laquelle il prête hommage en 1403. Ce château, situé dans l'actuelle commune de Beaurainville, surplombe et surveille la Canche. Il épouse vers 1400/1401 Julienne de La Motte, héritière des seigneuries de Pernes, Havenquerque et Huplandre (terres toutes deux situées dans la commune actuelle de Pernes) et veuve de Robert de Croutes.
Ils ont deux enfants : Antoine de Bournonville, seigneur de Bournonville, né vers 1403 et mort en 1480, et Béatrice de Bournonville, qui épouse Florent de Calonne.

### Écuyer au service des ducs de Bourgogne

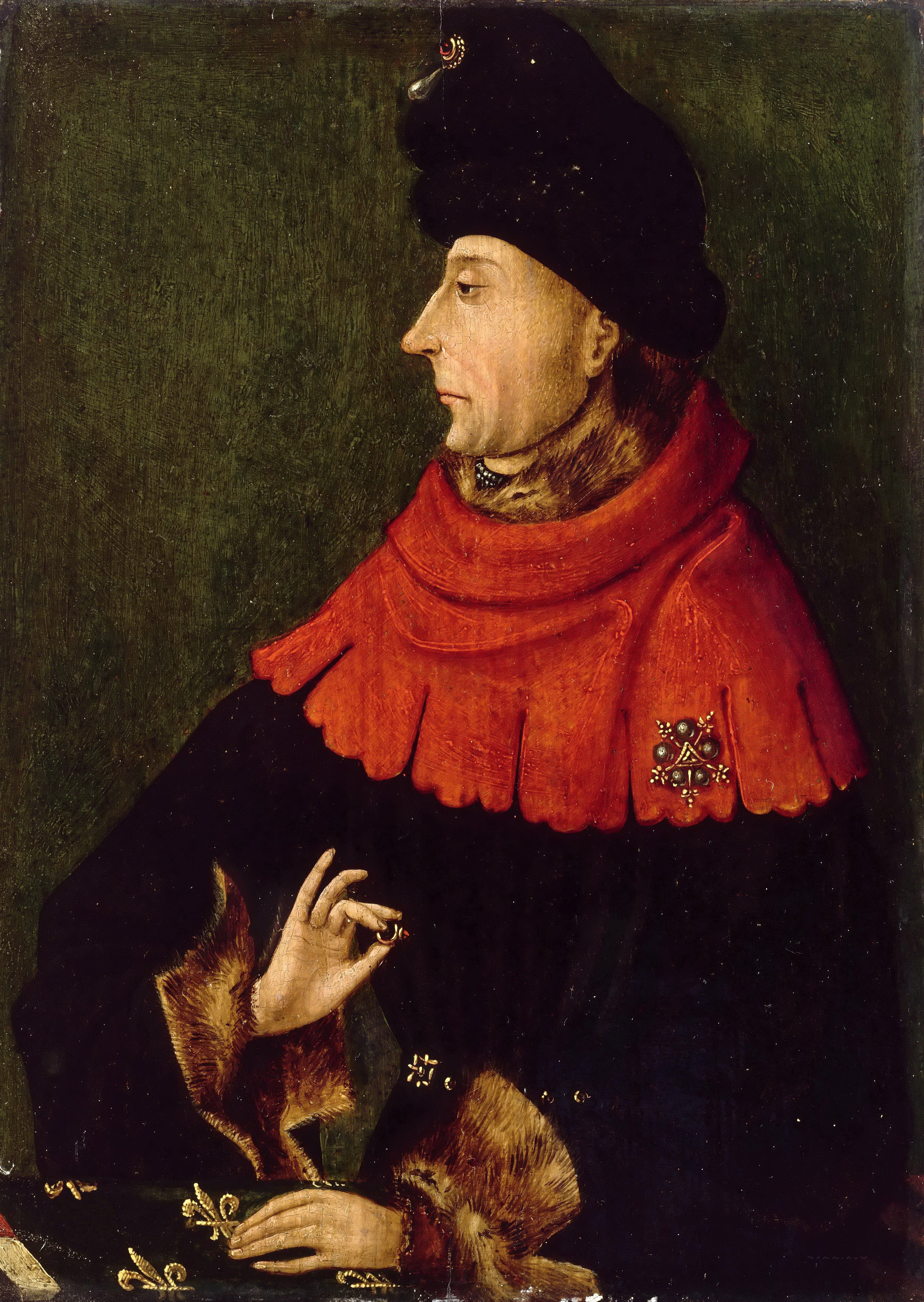
Jean sans Peur, huile sur chêne, musée du Louvre, début du XVe siècle. Attribué à l'atelier de Jean Malouel.

Enguerrand de Bournonville entre au service des ducs de Bourgogne vers 1390-1400, au moment où Philippe Le Hardi intègre à son hôtel des représentants des principaux lignages de Picardie. Il est cité pour la première fois dans l'entourage de ce duc en 1404, comme écuyer d'écurie, avant de servir le fils de celui-ci, Jean sans Peur. Ce titre d'écuyer d'écurie est purement honorifique. C'est un moyen pour le duc de Bourgogne de le retenir dans son hôtel en l'absence de lien féodal, puisque Enguerrand est issu du comté de Boulogne, qui ne dépend pas du duc.
Le comté de Boulogne est alors une possession de Jean de Berry, par sa femme Jeanne II de Boulogne, mais il ne s'en occupe guère. Les ducs de Bourgogne, parce qu'ils possèdent le comté d'Artois dont dépend le comté de Boulogne, mènent dans le Boulonnais, avec succès, une politique de captation des fidélités de la noblesse, préparant une annexion pure et simple qui interviendra en 1416, à la mort du duc de Berry.
La carrière d'Enguerrand de Bournonville s'inscrit dans le contexte des affrontements entre Armagnacs (partisans des ducs d'Orléans successifs) et Bourguignons (partisans des ducs de Bourgogne) pour le contrôle du gouvernement royal, alors que le roi Charles VI est de plus en plus empêché de gouverner par ses accès de démence,.
En mai 1405, Enguerrand de Bournonville est fait prisonnier par les Anglais en combattant contre eux sous les ordres de son cousin le comte de Saint-Pol. Après une brève détention, Jean sans Peur l'aide à payer sa rançon en juin. C'est la première fois que les deux hommes figurent dans le même document et ce n'est pas un hasard : par ses bienfaits, le prince crée un lien puissant avec son obligé. Le 1er septembre 1405, Enguerrand de Bournonville est cité comme « escuier et cappitaine » dans l'armée bourguignonne réunie contre Louis d'Orléans, y commandant 148 combattants.
En 1406, Jean sans Peur et Louis d'Orléans, provisoirement réconciliés, décident d'établir une coseigneurie sur la cité de Pise, alors disputée avec la cité de Florence. Jean sans Peur envoie Enguerrand de Bournonville le représenter à Pise. Bournonville y est accueilli avec enthousiasme le 7 juillet 1406, alors que la ville est assiégée par les Florentins. Mais en octobre, Pise capitule et les Florentins, entrés dans la ville, malmènent Bournonville. Ce n'est qu'un an plus tard, en novembre 1407, que sa présence est de nouveau attestée auprès de Jean sans Peur.
Enguerrand est directement au service de Philippe Le Hardi puis de Jean sans Peur, contrairement à son frère Aleaume, qui ne sert le duc de Bourgogne que parce qu'il est un fidèle du comte de Saint-Pol, son cousin au second degré, conseiller du duc de Bourgogne à partir des années 1390.

### La bataille d'Othée
À partir de 1408, Jean sans Peur confie fréquemment à Bournonville sa propre protection, particulièrement nécessaire après l'assassinat du duc d'Orléans, lors de divers voyages. Il est ainsi un des capitaines bourguignons de la campagne menée par Jean sans Peur dans le pays de Liège, pour soutenir le prince-évêque de Liège Jean III de Bavière contre les Liégeois révoltés. Enguerrand de Bournonville est à la tête d'une compagnie de plus de 150 hommes, dont cinq de sa famille, comme son cousin Lyonnel de Bournonville. Il participe à une chevauchée de dévastation du pays et surtout à la victoire bourguignonne à la bataille d'Othée du 23 septembre 1408 contre les Liégeois.
Lors de cette bataille, il est un des chefs d'un corps de cavalerie de 1 400 combattants qui déborde les Liégeois par un mouvement tournant, semble-t-il décisif, les Liégeois se retrouvant frappés de deux côtés. Le rôle d'Enguerrand de Bournonville dans cet épisode est rappelé dans une chanson bourguignonne composée après la bataille : 

« Le duc fut à cheval montés

Et en très bonne vollenté

A sa gent de bien faire.

Mais quant il eult bien advisé

Des Lieghois la grant fiereté

Adonc prist sa meffaire,

Prist Robert Le Roux et Helli

Et monseigneur de Raisse,

Et Enguerran de Bournonville

Pour rompre la bataille. »

Le duc de Bourgogne, satisfait, lui offre des récompenses financières conséquentes et le fait figurer sur une tapisserie tissée à Arras et représentant la bataille d'Othée, comme l'atteste une description du XVIIe siècle. Bournonville est promu chambellan en 1409. Les chambellans sont alors l'élite de l'hôtel princier de Jean sans Peur, et les simples écuyers comme Bournonville sont très minoritaires dans ce groupe (6 %) par rapport à une très large majorité de chevaliers (92 %). Dans le lignage de Bournonville, les aînés, comme Aleaume, Antoine, fils d'Enguerrand, Louis, fils aîné d'Antoine, ou leur cousin Lyonnel, sont chevaliers tandis que les cadets, comme Enguerrand ou Pierre, le second fils d'Antoine, sont seulement écuyers.

### Un Bourguignon dans Paris
En 1409, Enguerrand de Bournonville participe à une expédition en Italie menée par les armées unies des différents princes français. À la tête d'une centaine d'hommes, dont un « bombardier » (artilleur), il aide sans succès le maréchal Boucicaut lors de la révolte de Gênes, pendant laquelle Boucicaut perd le contrôle de cette cité,.
Bournonville revient en France au début de l'année 1410. Alors que les tensions s'aggravent entre les princes, il séjourne à Paris, aux côtés de Jean sans Peur et est officiellement désigné comme son conseiller. Après la conclusion de la paix de Bicêtre le 2 novembre 1410, Jean sans Peur place ses hommes à des postes-clés. Bournonville, tout en restant un homme du duc de Bourgogne, est intégré à l'hôtel du roi comme « commis à la garde du château du Louvre » et devient le chef de la garde du dauphin, Louis de Guyenne.
Pendant la période où il séjourne à Paris, Enguerrand de Bournonville a une liaison adultérine avec une Parisienne, Ydette de Lours, sans doute rencontrée à l'hôtel d'Artois, résidence de Jean sans Peur. Elle donne naissance à deux enfants, encore jeunes et à charge de leur mère en 1418. Entretenir ainsi un second foyer parisien semble assez courant à cette époque parmi les capitaines des armées bourguignonnes, qui suivent en cela l'exemple du duc Jean sans Peur lui-même, père d'un bâtard parisien.

### Un chef de guerre important et prospère
En janvier 1409, le duc de Bourgogne nomme Enguerrand de Bournonville châtelain du château d'Éperlecques, fonction rémunératrice. Les années 1410-1411 sont pour lui une période de prospérité. En septembre 1410, il récupère sa terre de Lianne dont il avait été privé quelques années — sans doute sous l'influence de Valentine Visconti, veuve du duc d'Orléans — et en acquiert d'autres. Le total des gratifications qu'il reçoit de Jean sans Peur est important et dépasse les 2 000 livres. Ce soutien financier du prince envers l'un de ses capitaines est une attitude habituelle chez Jean sans Peur, qui veut que la noblesse de ses États puisse conserver son rang.
Enguerrand de Bournonville est alors au sommet de sa carrière. En 1411, quand éclatent les hostilités ouvertes entre Armagnacs et Bourguignons, il est un chef de guerre bourguignon de premier plan. Avec Antoine de Craon et David de Rambures, il est officiellement commis par le roi pour faire la guerre contre les Armagnacs. Il défend Paris, alors tenu par les Bourguignons, contre les armées du duc d'Orléans. En même temps, le comte de Saint-Pol lui confie l'éducation militaire de son neveu, le jeune Jean II de Luxembourg-Ligny, qui sera plus tard le seigneur du fils d'Enguerrand, Antoine de Bournonville. En 1411-1412, Enguerrand de Bournonville combat dans les environs de Paris, à Senlis, à La Chapelle et à Saint-Cloud. Il fait ensuite le siège d'Étampes, guerroie en Beauce, en Poitou et dans le Berry. Il obtient la capitulation de Dun-le-Roi et participe au siège de Bourges en juin 1412. Après la paix d'Auxerre conclue entre Charles d'Orléans et Jean sans Peur, Enguerrand séjourne à Paris de novembre 1412 à août 1413.

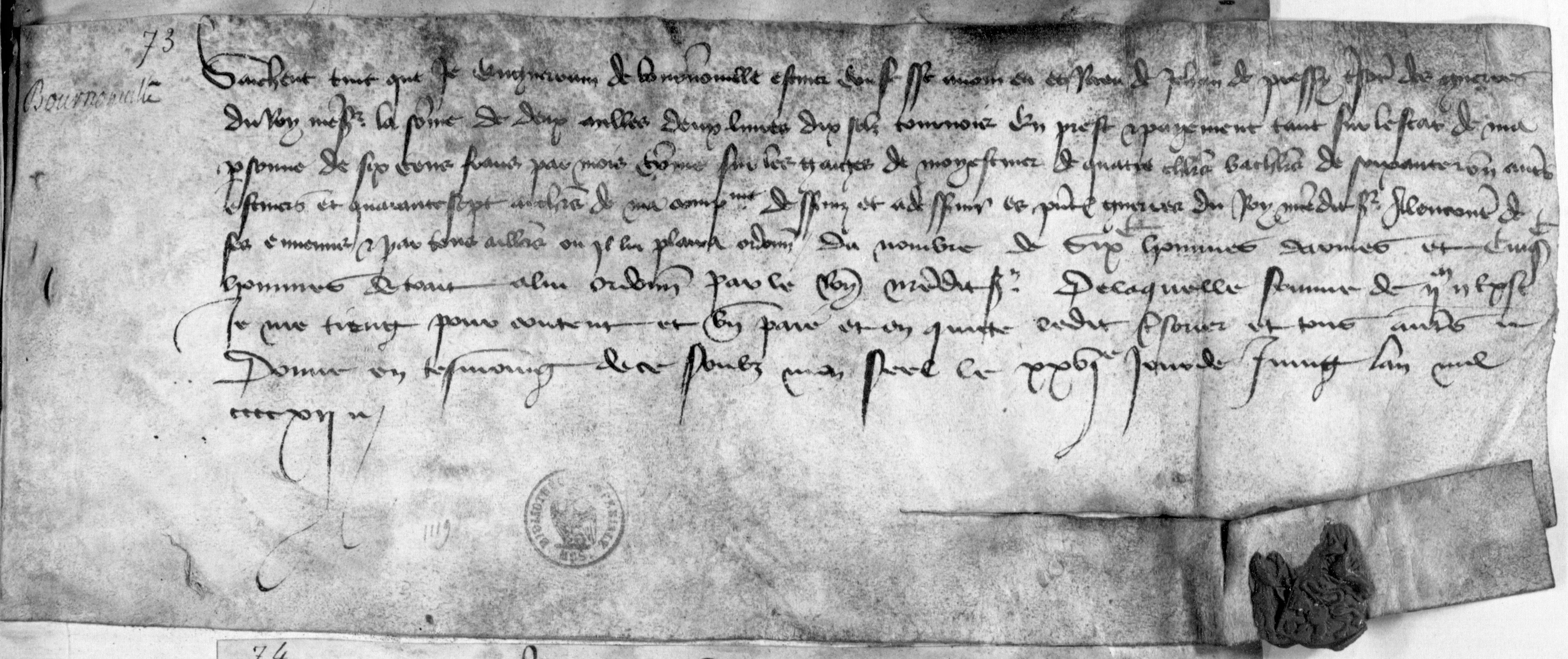
Quittance d'Enguerrand de Bournonville du 26 juin 1412, pour un paiement du trésor royal de 2002 livres et 10 sous tournois pour sa compagnie de 118 hommes dans une retenue de 1100 hommes. Sceau à la cire rouge, aux armes d'Enguerrand de Bournonville, BNF.

La guerre profite à Enguerrand de Bournonville, puisqu'elle est l'occasion de plusieurs confiscations et pillages, qui montrent une certaine rapacité. C'est sans doute avec l'accord secret de Jean sans Peur, que, en 1413, de concert avec Georges de La Trémoille, Bournonville pille les biens du prévôt de Paris Pierre des Essarts, récemment tué,. De la part de Jean sans Peur, on peut penser que fermer les yeux constitue un système de rémunération commode pour s'assurer les fidélités. Même si les légistes du duc de Bourgogne semblent gênés par ces pillages, pour des chevaliers bourguignons les biens des ennemis du duc sont considérés de bonne prise.
Parmi les capitaines bourguignons, Enguerrand de Bournonville fait partie de ceux qui sont de noblesse assez basse, puisqu'il est un cadet d'un lignage seigneurial, comparativement à un capitaine issu d'un lignage princier comme Jean de Chalon-Arlay, prince d'Orange. Bournonville reste toute sa vie écuyer alors que les capitaines de Jean sans Peur sont à presque 90 % des chevaliers.
Pourtant, en campagne, Enguerrand de Bournonville mène des compagnies aux effectifs importants, dépassant la centaine d'hommes. En 1412, sa compagnie n'est qu'une composante de la « retenue » de plus d'un millier d'hommes qu'il tient au service du roi. Au fil du temps, la proportion de chevaliers augmente par rapport aux écuyers. Pour une partie d'entre eux, ce sont des Picards, notamment originaires du Boulonnais. Sept de ses parents, six cousins — dont Guillaume de Bournonville et Lyonnel de Bournonville — et son fils bâtard Bertrand de Bournonville, servent dans ses compagnies. On ne relève que quelques étrangers, comme ce chevalier de Bohême cité en 1409, dont le nom est peut-être Simon Ostlingher. Cette structuration des compagnies autour de groupes familiaux et de fidélités locales n'est pas particulière aux Bournonville et se retrouve ailleurs dans le royaume, par exemple en Aquitaine.

### Décapité à Soissons
En 1414, Jean sans Peur tente de reprendre Paris, dont les Bourguignons ont été chassés à l'automne 1413. Le gouvernement royal est alors passé aux mains des Armagnacs et les proches du duc de Bourgogne ont perdu les grands offices qu'ils avaient précédemment obtenus.
Jean sans Peur envoie Enguerrand de Bournonville et deux autres de ses chambellans, Antoine de Craon et Jean de Moreuil, occuper Soissons, ce qui est fait à partir du 2 février 1414. Après avoir sans succès tenté de prendre Paris, Jean sans Peur se replie à la mi-février en Artois, nommant Enguerrand de Bournonville capitaine de Soissons. C'est alors une puissante forteresse, dotée d'une enceinte flanquée d'une vingtaine de tours. Bournonville en renforce la défense en faisant abattre des bâtiments situés trop près des remparts, en barrant les rues de chaînes et en saccageant les campagnes environnantes pour réquisitionner des vivres et supprimer les ressources d'une armée de siège.

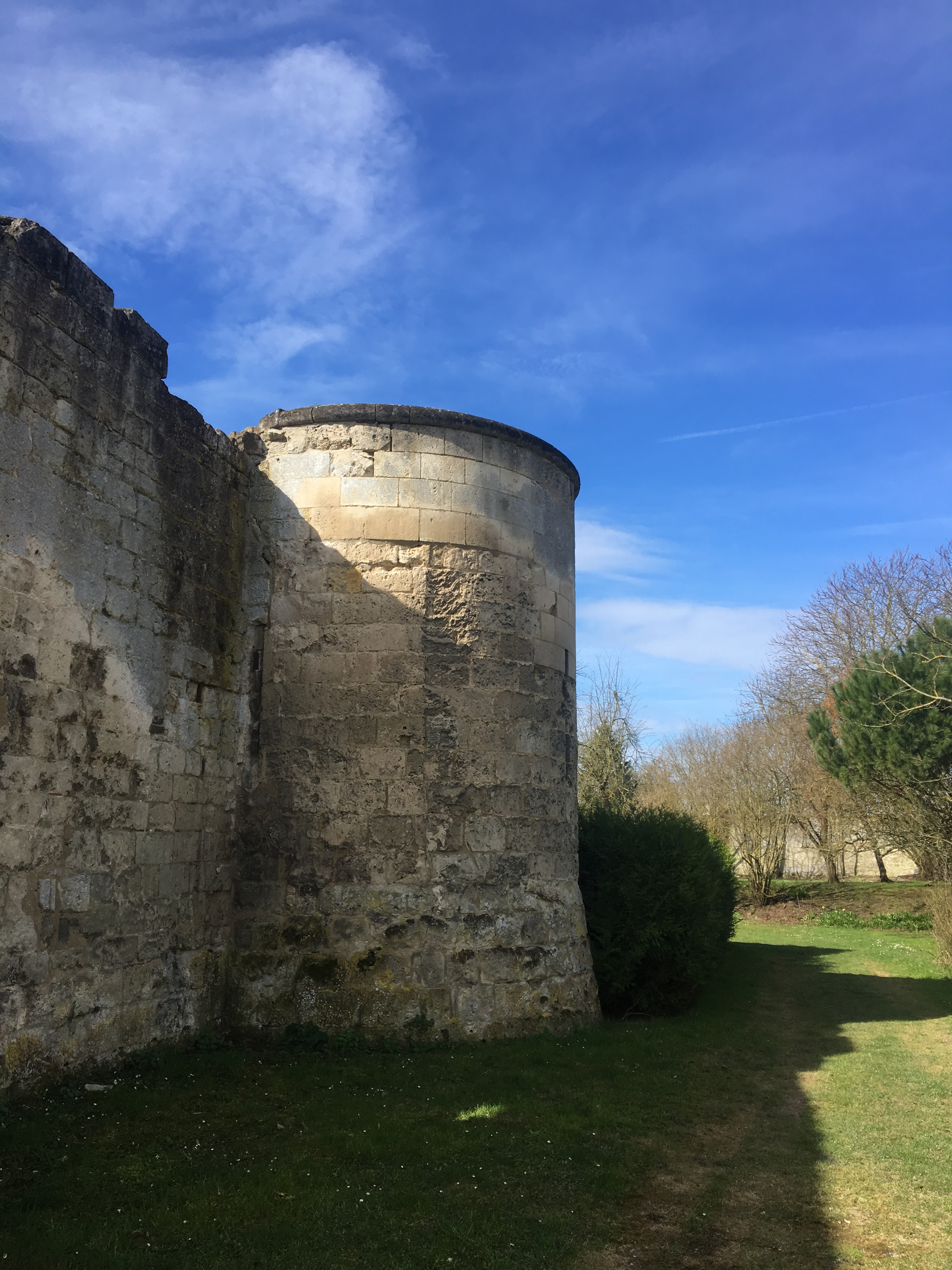
Fortifications de l'abbaye Saint-Médard de Soissons (en 2018).

L'armée royale, en route pour porter la guerre en Artois, arrive à Soissons au début mai. Son avant-garde est dirigée par Édouard III de Bar, Clignet de Brabant et Amé de Sarrebruck. Ses émissaires demandent la reddition de la ville mais Enguerrand de Bournonville refuse. Le siège se prépare. Le 10 mai, un des capitaines de l'armée royale, Hector, frère bâtard du duc Jean Ier de Bourbon, est blessé à la gorge par un carreau d'arbalète et meurt le lendemain sans que les circonstances de cette blessure ne puissent être établies précisément. Selon certains chroniqueurs, le bâtard de Bourbon est blessé au combat alors qu'il repousse une sortie des assiégés. Selon d'autres il est touché alors qu'il mène une reconnaissance sous les murailles. Une troisième version le montre atteint pendant qu'il parlemente avec Enguerrand de Bournonville. Quoi qu'il en soit, cette mort, douloureusement ressentie dans le camp royal, sera fatale à Bournonville. Ce type de mort est en effet particulièrement intolérable pour l'aristocratie, puisque l'arbalète permet au tireur, même le plus humble, de toucher un puissant, remettant en cause l'ordre social et les règles du combat. C'est d'ailleurs pour cela qu'elle est interdite par l'Église, même si son efficacité rend son usage fréquent.
Le siège, dirigé par le roi Charles VI en personne à partir du 11 mai, dure jusqu'au 21 mai 1414. En réponse à une nouvelle offre, Enguerrand de Bournonville refuse de capituler. L'artillerie royale ouvre des brèches dans la muraille et les faubourgs sont occupés. L'abbaye fortifiée de Saint-Médard, élément important du système défensif de la ville, se rend. Bournonville décide de fuir la ville dans la nuit du 20 mai au 21 mai, mais un des capitaines bourguignons, Simon de Craon, seigneur de Clacy, qui est en train de changer de camp, l'en empêche en le bloquant dans Soissons. Les assiégeants profitent de la confusion qui règne dans la ville pour attaquer et, le 21 mai, Soissons est prise d'assaut en deux heures. La ville est mise à sac par l'armée royale, qui tue, pille et viole les habitants. Un des capitaines Armagnacs, Raymonnet de La Guerre, fait prisonnier Bournonville, qui est condamné à mort par le roi.
Les récits de ces événements par les chroniqueurs décrivent à l'unisson le rôle d'Enguerrand de Bournonville et les brutalités commises après l'assaut, mais divergent sur les raisons de cette condamnation : il est condamné soit comme rebelle à l'autorité royale, soit parce que Jean Ier de Bourbon a réclamé sa tête pour venger son demi-frère Hector. Certains seigneurs de l'armée royale tentent d'intercéder en sa faveur, en vain. Le 26 mai 1414, Enguerrand de Bournonville est décapité sur la place du marché de Soissons puis sa tête est exposée fichée sur une lance et son corps pendu au gibet par les aisselles dans la plaine de Saint-Crépin-en-Chaye. Plusieurs de ses compagnons d'armes, comme le chevalier Pierre de Menou, sont également décapités ou encore pendus. Certaines interventions en faveur de tel ou tel condamné réussissent, comme celle du duc d'Alençon qui sauve ainsi un des hommes d'armes d'Enguerrand, Guillaume de Crannes,.

## Enjeux mémoriels

### «La fleur de tous les capitaines de France»
Jean sans Peur, attristé par la nouvelle de la mort d'Enguerrand de Bournonville, fait dire une messe pour le salut de son âme et confie sur-le-champ la fonction rémunératrice de châtelain du château d'Éperlecques à son jeune fils, à ce moment âgé d'une dizaine d'années, Antoine de Bournonville. Cette fonction est alors déléguée à un lieutenant. Il récompense également sa maîtresse parisienne, Ydette de Lours.
Dans sa chronique, Enguerrand de Monstrelet, Picard et membre du parti bourguignon, désigne ainsi Enguerrand de Bournonville : « Par renommée c'estoit la fleur de tous les capitaines de France. »
Par la suite, la littérature de cour bourguignonne souligne l'héroïsme et la fidélité d'Enguerrand de Bournonville. Un chroniqueur flamand, Olivier de Dixmude, montre Enguerrand de Bournonville proclamant sur l'échafaud sa fidélité au du duc de Bourgogne :

« Seigneur Dieu, j'implore votre pardon pour tous mes péchés, et je vous remercie de tout mon cœur car je meurs ici pour mon vrai seigneur. Je vous prie, gentilshommes, de punir les traîtres qui m'ont bassement trahi, et je bois à monseigneur de Bourgogne et à tous ses bienveillants et au dépit de tous ses ennemis. »

Dans le Pastoralet, écrit entre 1422 et 1425, un long poème se termine par une comparaison entre Enguerrand de Bournonville et le fameux héros de chanson de geste Guillaume d'Orange :

« Mort est celly, Diex en ai l'ame

Qui d'Orenge valoit Guillame. »

### Confusion autour du tombeau de Marle

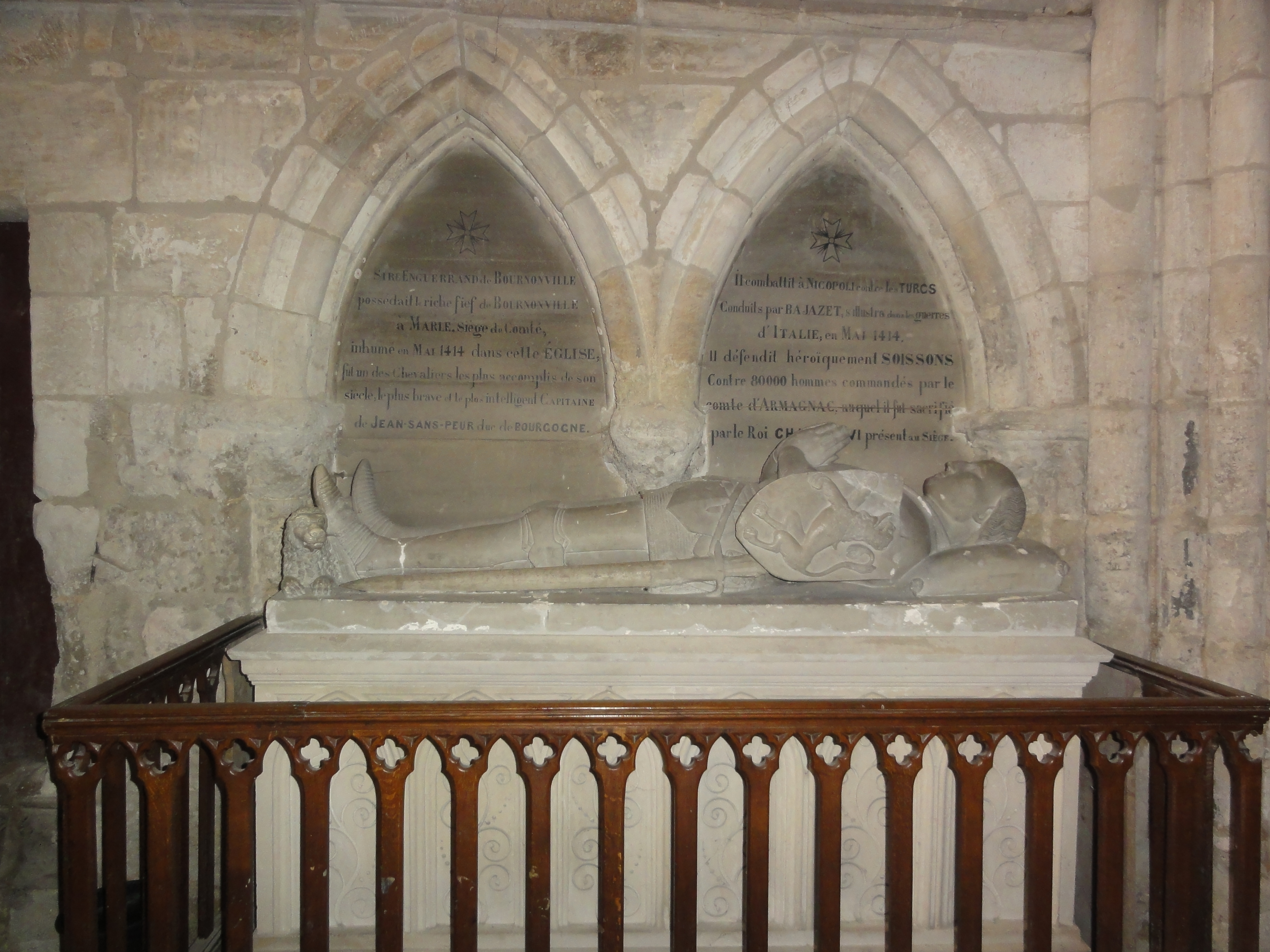
Tombeau faussement attribué à Enguerrand de Bournonville, dans l'église de Marle (photographie prise en 2014).

Dans le bas-côté nord de l'église de Marle, un tombeau avec un gisant est présenté comme étant celui d'Enguerrand de Bournonville. Il est classé monument historique, comme l'ensemble de l'église.
Originellement placé dans une chapelle latérale du bras sud du transept, qui semble avoir été couramment appelée chapelle de Bournonville, le tombeau est déplacé et presque totalement reconstitué vers 1850. En effet, l'original, dont il ne reste quasiment plus rien actuellement, est alors très mutilé. La tombe originelle est fouillée en 1867 sous la direction de l'abbé Palant et on y trouve un corps, identifié à Enguerrand de Bournonville. Les fouilleurs croient voir que la tête en est détachée. En fait, il est prouvé par un document de 1634 que cette tombe n'était pas celle d'Enguerrand de Bournonville, mais celle de son fils Antoine, mort en 1480. Ensuite, le souvenir de ce dernier se perd et, au XIXe siècle, le nom de Bournonville ne fait plus référence qu'à Enguerrand.
Quant au corps d'Enguerrand de Bournonville, une note d'un manuscrit généalogique du XVIIe siècle montre qu'il a été enseveli en novembre 1414 dans l'église Saint-Médard de Soissons, dont il ne reste plus rien.

## Héraldique
La famille porte les armoiries suivantes : De sable au lion d'argent. Les Bournonville adoptent probablement ces armes après le mariage de Jean II de Bournonville, grand-père d'Enguerrand, avec Mahaut de Fiennes. En effet, elles sont l'exacte inversion de celles du frère de Mahaut, Robert de Fiennes.
Fils cadet, Enguerrand de Bournonville porte les armes familiales brisées d'un croissant : De sable au lion d'argent armé et lampassé de gueules, l'épaule chargée d'un croissant d'or, avec pour supports un homme sauvage à dextre et un griffon à senestre.
Les armes figurant un lion couronné avec la queue fourchue en sautoir ne sont adoptées par les Bournonville qu'au début du XVIIe siècle.

Armes de la famille de Bournonville du XIVe au XVIIe siècle.
Armes, avec brisure, d'Enguerrand de Bournonville.
Armes de la famille de Bournonville à partir du début du XVIIe siècle.